# Carrera Internacional de San Silvestre de São Paulo
La Carrera de San Silvestre de São Paulo (de nombre oficial en portugués Corrida Internacional de São Silvestre), es una carrera urbana llevada a cabo anualmente en la ciudad de São Paulo, Brasil, el día 31 de diciembre, del cual San Silvestre es el santo del día según el santoral católico. La carrera fue creada por el periodista brasileño Cásper Líbero en 1925 y es organizada por el periódico la Gazeta Esportiva, de la cual Líbero es fundador.
Contrariamente a lo que se piensa, la carrera de San Silvestre no es una maratón, aunque frecuentemente es llamada "maratón de San Silvestre".
Además de nunca haber sido una maratón, esta carrera ni siquiera ha tenido una distancia fija, teniendo 8000 metros en su primera edición; y sufriendo múltiples variaciones a lo largo de los años pasando a 6, 5, 7 y 12 kilómetros. A partir de 1991 se fijó la distancia en 15 kilómetros.
La carrera fue inspirada en pruebas similares efectuadas en Francia, donde los corredores corrían de noche portando antorchas. De este modo, en São Paulo se corría originalmente durante la noche de año nuevo. Sin embargo, esta carrera ya no se corre de noche. Con el objetivo de ampliar el número de participantes y de reducir la interferencia con las festividades de año nuevo, en las últimas décadas del siglo XX y hasta hoy, la carrera se efectúa la tarde del 31 de diciembre.
Inicialmente abierta solo a competidores brasileños, en 1945 asume el carácter de internacional. La categoría femenina existe desde 1975.
En la categoría varones el atleta más ganador es el keniata Paul Tergat con cinco triunfos a su haber, seguido del belga Gaston Roelants, del colombiano Víctor Manuel Mora y del ecuatoriano Rolando Vera con cuatro victorias cada uno.
En damas en tanto la portuguesa Rosa Mota con seis victorias consecutivas entre 1981 y 1986 es la atleta más destacada, seguida de la mexicana María del Carmen Díaz, la keniana Lydia Cheromei y de la etíope Yimer Wude Ayalew con tres triunfos cada una.
La San Silvestre Vallecana, en España, fue inspirada en la carrera paulista.

## Ganadores
| Edición             | Año  | Vencedor varones           | Tiempo (m:s) | Distancia | Vencedora mujeres          | Time (m:s)   | Distancia    |
| ------------------- | ---- | -------------------------- | ------------ | --------- | -------------------------- | ------------ | ------------ |
| Etapa Nacional      |      |                            |              |           |                            |              |              |
| 1.                  | 1925 | Alfredo Gomes              | 23:10        | 6.2 km    | No disputada               | No disputada | No disputada |
| 2.                  | 1926 | Jorge Mancebo              | 22:32        | 6.2 km    | No disputada               | No disputada | No disputada |
| 3.                  | 1927 | Heitor Blasi               | 23:00        | 6.2 km    | No disputada               | No disputada | No disputada |
| 4.                  | 1928 | Salim Maluf                | 29:11        | 8.8 km    | No disputada               | No disputada | No disputada |
| 5.                  | 1929 | Heitor Blasi               | 29:11        | 8.8 km    | No disputada               | No disputada | No disputada |
| 6.                  | 1930 | Murilo de Araújo           | 25:35        | 8.8 km    | No disputada               | No disputada | No disputada |
| 7.                  | 1931 | José Agnello               | 26:05        | 8.2 km    | No disputada               | No disputada | No disputada |
| 8.                  | 1932 | Nestor Gomes               | 25:23        | 8.8 km    | No disputada               | No disputada | No disputada |
| 9.                  | 1933 | Nestor Gomes               | 23:50        | 7.6 km    | No disputada               | No disputada | No disputada |
| 10.                 | 1934 | Alfredo Carletti           | 24:10        | 7.6 km    | No disputada               | No disputada | No disputada |
| 11.                 | 1935 | Nestor Gomes               | 25:51        | 7.6 km    | No disputada               | No disputada | No disputada |
| 12.                 | 1936 | Mario de Oliveira          | 23:38        | 7.6 km    | No disputada               | No disputada | No disputada |
| 13.                 | 1937 | Mario de Oliveira          | 23:26        | 7.6 km    | No disputada               | No disputada | No disputada |
| 14.                 | 1938 | Armando Martins            | 23:38        | 7.6 km    | No disputada               | No disputada | No disputada |
| 15.                 | 1939 | Luiz Del Greco             | 24:50        | 7.6 km    | No disputada               | No disputada | No disputada |
| 16.                 | 1940 | Antônio Alves              | 23:14        | 7 km      | No disputada               | No disputada | No disputada |
| 17.                 | 1941 | José Tibúrcio dos Santos   | 22:12        | 7 km      | No disputada               | No disputada | No disputada |
| 18.                 | 1942 | Joaquim Gonçalves da Silva | 17:02        | 5.5 km    | No disputada               | No disputada | No disputada |
| 19.                 | 1943 | Joaquim Gonçalves da Silva | 17:31        | 5.5 km    | No disputada               | No disputada | No disputada |
| 20.                 | 1944 | Joaquim Gonçalves da Silva | 17:40        | 5.5 km    | No disputada               | No disputada | No disputada |
| Etapa Internacional |      |                            |              |           |                            |              |              |
| 21.                 | 1945 | Sebastião Alves Monteiro   | 21:54        | 7 km      | No disputada               | No disputada | No disputada |
| 22.                 | 1946 | Sebastião Alves Monteiro   | 21:57        | 7 km      | No disputada               | No disputada | No disputada |
| 23.                 | 1947 | Oscar Moreira              | 21:45        | 7 km      | No disputada               | No disputada | No disputada |
| 24.                 | 1948 | Raúl Inostroza             | 22:18        | 7 km      | No disputada               | No disputada | No disputada |
| 25.                 | 1949 | Viljo Heino                | 22:45        | 7.3 km    | No disputada               | No disputada | No disputada |
| 26.                 | 1950 | Lucien Theys               | 22:37        | 7.3 km    | No disputada               | No disputada | No disputada |
| 27.                 | 1951 | Erik Krucziky              | 22:26        | 7.3 km    | No disputada               | No disputada | No disputada |
| 28.                 | 1952 | Franjo Mihalić             | 21:38        | 7.3 km    | No disputada               | No disputada | No disputada |
| 29.                 | 1953 | Emil Zátopek               | 20:30        | 7.3 km    | No disputada               | No disputada | No disputada |
| 30.                 | 1954 | Franjo Mihalić             | 21:51        | 7.4 km    | No disputada               | No disputada | No disputada |
| 31.                 | 1955 | Kenneth Norris             | 22:18        | 7.4 km    | No disputada               | No disputada | No disputada |
| 32.                 | 1956 | Manoel Faria               | 21:58        | 7.3 km    | No disputada               | No disputada | No disputada |
| 33.                 | 1957 | Manoel Faria               | 21:37        | 7.3 km    | No disputada               | No disputada | No disputada |
| 34.                 | 1958 | Osvaldo Suárez             | 21:40        | 7.4 km    | No disputada               | No disputada | No disputada |
| 35.                 | 1959 | Osvaldo Suárez             | 21:55        | 7.4 km    | No disputada               | No disputada | No disputada |
| 36.                 | 1960 | Osvaldo Suárez             | 22:02        | 7.4 km    | No disputada               | No disputada | No disputada |
| 37.                 | 1961 | Martin Hyman               | 21:24        | 7.4 km    | No disputada               | No disputada | No disputada |
| 38.                 | 1962 | Hamoud Ameur               | 22:08        | 7.4 km    | No disputada               | No disputada | No disputada |
| 39.                 | 1963 | Henry Clerckx              | 21:55        | 7.4 km    | No disputada               | No disputada | No disputada |
| 40.                 | 1964 | Gaston Roelants            | 21:37        | 7.4 km    | No disputada               | No disputada | No disputada |
| 41.                 | 1965 | Gaston Roelants            | 21:20        | 7.4 km    | No disputada               | No disputada | No disputada |
| 42.                 | 1966 | Álvaro Mejía               | 29:57        | 9.2 km    | No disputada               | No disputada | No disputada |
| 43.                 | 1967 | Gaston Roelants            | 24:31        | 8.7 km    | No disputada               | No disputada | No disputada |
| 44.                 | 1968 | Gaston Roelants            | 24:32        | 8.7 km    | No disputada               | No disputada | No disputada |
| 45.                 | 1969 | Juan Martínez              | 24:02        | 8.7 km    | No disputada               | No disputada | No disputada |
| 46.                 | 1970 | Frank Shorter              | 24:27        | 8.9 km    | No disputada               | No disputada | No disputada |
| 47.                 | 1971 | Rafael Tadeo Palomares     | 23:47        | 8.9 km    | No disputada               | No disputada | No disputada |
| 48.                 | 1972 | Víctor Manuel Mora         | 23:24        | 8.9 km    | No disputada               | No disputada | No disputada |
| 49.                 | 1973 | Víctor Manuel Mora         | 23:25        | 8.9 km    | No disputada               | No disputada | No disputada |
| 50.                 | 1974 | Rafael Ángel Pérez         | 23:58        | 8.9 km    | No disputada               | No disputada | No disputada |
| 51.                 | 1975 | Víctor Manuel Mora         | 23:13        | 8.9 km    | Christa Vahlensieck        | 28:39        | 8.9 km       |
| 52.                 | 1976 | Edmundo Warnke             | 23:50        | 8.9 km    | Christa Vahlensieck        | 28:36        | 8.9 km       |
| 53.                 | 1977 | Domingo Tibaduiza          | 23:55        | 8.9 km    | Loa Olafsson               | 27:15        | 8.9 km       |
| 54.                 | 1978 | Radhouane Bouster          | 23:51        | 8.9 km    | Dana Slater                | 28:55        | 8.9 km       |
| 55.                 | 1979 | Herb Lindsay               | 23:26        | 9 km      | Dana Slater                | 29:07        | 9 km         |
| 56.                 | 1980 | José João da Silva         | 23:40        | 8.9 km    | Heidi Hutterer             | 27:48        | 8.9 km       |
| 57.                 | 1981 | Víctor Manuel Mora         | 23:30        | 8.9 km    | Rosa Mota                  | 26:45        | 8.9 km       |
| 58.                 | 1982 | Carlos Lopes               | 39:41        | 13.548 km | Rosa Mota                  | 47:21        | 13.548 km    |
| 59.                 | 1983 | João da Mata               | 37:39        | 12.6 km   | Rosa Mota                  | 43:44        | 12.6 km      |
| 60.                 | 1984 | Carlos Lopes               | 36:43        | 12.640 km | Rosa Mota                  | 43:35        | 12.640 km    |
| 61.                 | 1985 | José João da Silva         | 36:48        | 12.640 km | Rosa Mota                  | 43:00        | 12.640 km    |
| 62.                 | 1986 | Rolando Vera               | 36:45        | 12.6 km   | Rosa Mota                  | 43:25        | 12.6 km      |
| 62bis.              | 1986 | Ricardo Becario            | 34:20        | 20 km     | Cuca P                     | 38:20        | 20 km        |
| 63.                 | 1987 | Rolando Vera               | 39:02        | 13 km     | Martha Tenorio             | 46:27        | 13 km        |
| 64.                 | 1988 | Rolando Vera               | 36:23        | 12.630 km | Aurora Cunha               | 42:12        | 12.630 km    |
| 65.                 | 1989 | Rolando Vera               | 36:45        | 12.650 km | María del Carmen Díaz      | 43:52        | 12.650 km    |
| 66.                 | 1990 | Arturo Barrios             | 35:58        | 12.640 km | María del Carmen Díaz      | 43:16        | 12.640 km    |
| 67.                 | 1991 | Arturo Barrios             | 44:04        | 15 km     | María Luisa Servín         | 54:02        | 15 km        |
| 68.                 | 1992 | Simon Chemoiywo            | 44:08        | 15 km     | María del Carmen Díaz      | 54:00        | 15 km        |
| 69.                 | 1993 | Simon Chemoiywo            | 43:20        | 15 km     | Helen Kimaiyo              | 50:26        | 15 km        |
| 70.                 | 1994 | Ronaldo da Costa           | 44:11        | 15 km     | Derartu Tulu               | 51:17        | 15 km        |
| 71.                 | 1995 | Paul Tergat                | 43:12        | 15 km     | Carmem de Oliveira         | 50:53        | 15 km        |
| 72.                 | 1996 | Paul Tergat                | 43:50        | 15 km     | Roseli Machado             | 52:32        | 15 km        |
| 73.                 | 1997 | Émerson Iser Bem           | 44:40        | 15 km     | Martha Tenorio             | 52:03        | 15 km        |
| 74.                 | 1998 | Paul Tergat                | 44:47        | 15 km     | Olivera Jevtić             | 51:35        | 15 km        |
| 75.                 | 1999 | Paul Tergat                | 44:35        | 15 km     | Lydia Cheromei             | 51:29        | 15 km        |
| 76.                 | 2000 | Paul Tergat                | 43:57        | 15 km     | Lydia Cheromei             | 50:33        | 15 km        |
| 77.                 | 2001 | Tesfaye Jifar              | 44:15        | 15 km     | Maria Zeferina Baldaia     | 52:09        | 15 km        |
| 78.                 | 2002 | Robert Cheruiyot           | 44:59        | 15 km     | Marizete de Paula Rezende  | 54:02        | 15 km        |
| 79.                 | 2003 | Marílson Gomes dos Santos  | 43:49        | 15 km     | Margaret Okayo             | 51:24        | 15 km        |
| 80.                 | 2004 | Robert Cheruiyot           | 44:43        | 15 km     | Lydia Cheromei             | 52:58        | 15 km        |
| 81.                 | 2005 | Marílson Gomes dos Santos  | 44:19        | 15 km     | Olivera Jevtić             | 51:37        | 15 km        |
| 82.                 | 2006 | Franck de Almeida          | 44:06        | 15 km     | Lucélia Peres              | 51:23        | 15 km        |
| 83.                 | 2007 | Robert Kipkoech Cheruiyot  | 45:54        | 15 km     | Alice Timbilil             | 51:37        | 15 km        |
| 84.                 | 2008 | James Kwambai              | 44:42        | 15 km     | Wude Ayalew                | 51:37        | 15 km        |
| 85.                 | 2009 | James Kwambai              | 44:40        | 15 km     | Pasalia Kipkoech Chepkorir | 52:30        | 15 km        |
| 86.                 | 2010 | Marílson Gomes dos Santos  | 44:07        | 15 km     | Alice Timbilil             | 50:19        | 15 km        |
| 87.                 | 2011 | Tariku Bekele              | 43:35        | 15 km     | Priscah Jeptoo             | 48:48        | 15 km        |
| 88.                 | 2012 | Edwin Kipsang              | 44:05        | 15 km     | Maurine Kipchumba          | 51:42        | 15 km        |
| 89.                 | 2013 | Edwin Kipsang              | 43:48        | 15 km     | Nancy Kipron               | 51:58        | 15 km        |
| 90.                 | 2014 | Dawit Admasu               | 45:04        | 15 km     | Wude Ayalew                | 50:43        | 15 km        |
| 91.                 | 2015 | Stanley Biwott             | 44:31        | 15 km     | Wude Ayalew                | 54:01        | 15 km        |
| 92.                 | 2016 | Leul Aleme                 | 44:53        | 15 km     | Jemima Sumgong             | 48:35        | 15 km        |
| 93.                 | 2017 | Dawit Admasu               | 44:17        | 15 km     | Flomena Cheyech Daniel     | 50:18        | 15 km        |
| 94.                 | 2018 | Belay Bezabh               | 45:03        | 15 km     | Sandrafelis Tuei           | 50:02        | 15 km        |
| 95.                 | 2019 | Kibiwott Kandie            | 42:59        | 15 km     | Brigid Kosgei              | 48:54        | 15 km        |
| 96.                 | 2021 | Belay Bezabeh              | 44:54        | 15 km     | Sandrafelis Chebet Tuei    | 50:06        | 15 km        |

## Títulos por país
| País                | Hombres | Mujeres | Total |
| ------------------- | ------- | ------- | ----- |
| Brasil              | 29      | 5       | 34    |
| Kenia               | 16      | 15      | 31    |
| Portugal            | 4       | 7       | 11    |
| Etiopía             | 6       | 4       | 10    |
| México              | 4       | 5       | 9     |
| Bélgica             | 6       | –       | 6     |
| Colombia            | 6       | –       | 6     |
| Ecuador             | 4       | 2       | 6     |
| Estados Unidos      | 2       | 2       | 4     |
| Alemania Occidental | 1       | 3       | 4     |
| Argentina           | 3       | –       | 3     |
| Chile               | 2       | –       | 2     |
| Francia             | 2       | –       | 2     |
| Italia              | 2       | –       | 2     |
| Estados Unidos      | 2       | –       | 2     |
| Yugoslavia          | 2       | –       | 2     |
| Serbia y Montenegro | –       | 2       | 2     |
| Costa Rica          | 1       | –       | 1     |
| Checoslovaquia      | 1       | –       | 1     |
| Finlandia           | 1       | –       | 1     |
| Uruguay             | 1       | –       | 1     |
| Dinamarca           | –       | 1       | 1     |